# Papa Estêvão VII
Estêvão VII foi o 124.° Papa. Nasceu em Roma ou na Alemanha. Filho de Teudemund, teria sido Cardeal Presbítero de Santa Anastásia. Pouco se sabe do seu papado. Crê-se que a sua eleição, em 3 de fevereiro de 929 foi imposta pelos condes de Túsculo, graças às suas intrigas e enquanto em Roma governava Marózia, marquesa de Túsculo e senatrix de Roma. Deu alguns privilégios aos mosteiros de São Vicente no Volturno e a dois conventos na Gália. Possivelmente morreu assassinado em 15 de março de 931. Foi enterrado em São Pedro.
A validade do seu pontificado é dúbia, pois tal como o seu antecessor, Leão VI, foi eleito quando o Papa João X era ainda vivo e estava preso. Portanto, se a retirada de João X do trono papal for inválida, Leão VI e Estêvão VIII não foram Papas legitimados. Ambos tiveram pontificados curtos e nenhuma informação relevante chegou aos tempos modernos.